# Giuđa Tađêô
Giuđa là một trong số mười hai tông đồ của Giêsu. Ông thường được xác định là Tađêô và còn được gọi là Giuđa con ông Giacôbê, hoặc Giuđê Tađêô. Đôi khi ông cũng được xác định là Giuđa, "anh em của Giêsu", nhưng ông được phân biệt rõ ràng với Giuđa Ítcariốt - môn đồ kẻ phản bội Chúa Giêsu.
Giáo hội Tông truyền Armenia tôn vinh Giuđa Tađêô cùng với Batôlômêô là các thánh bảo trợ. Trong Công giáo Rôma, ông là thánh quan thầy của những người trong trường hợp tuyệt vọng và hoàn cảnh nguy nan.